# أكاديمية سكاي تيم لعلوم الطيران
أكاديمية سكاي تيم لعلوم الطيران (بالإنجليزية: Sky Team Aviation )‏ هي أكاديمية رائدة في علوم الطيران المدنى في الشرق الأوسط تم تأسيسها في مصر عام 2016 كشركة ذات مسئولية محدودة تابعة للهيئة العامة للإستثمار حيث تقدم مختلف البرامج في مجال الطيران المدنى بالتعاون مع الهيئات والمنظمات الدولية، وتمنح رخصاً دولية ومسجّلة لدى المنظمة الدولية للطيران المدني ICAO ولدى منظمة FAA الأمريكية، حيث تقوم أكاديمية سكاي تيم لعلوم الطيران بتوفير برامج دراسية للطيران المدنى وتسعى دائما الأكاديمية لتزويد الطلاب في الشرق الأوسط بكل ما يؤهل الطلاب لسوق العمل من خلال برامج التدريب اللازمة وتحديثها في مجال الطيران المدني وتوفير أكفء المدربين المحترفين لدراسة الطيران ويتم التدريب العملى في مطارات دولية بالإضافة لتوفير الطائرات المتنوعة واللازمة للتدريب من خلال جدول محدد للدراسة العملية والنظرية.
كما توفر الأكاديمية لطلابها المتفوقين فرص عمل كمدربين في جنوب أفريقيا لزيادة عدد الساعات واكتساب خبرة، وتقوم بتأهيل باقى الطلبة لمواجهة متطلبات سوق العمل وذلك من خلال خلق نخبة من الطيارين المحترفين على القدر الكافى من الكفاءة للمنافسة بين الطيارين وجذب كبرى شركات الطيران.

## برامج التدريب
1-رخصة طيار خاص PRIVATE PILOT LICENSE
2- رخصة طيار تجاري رخصة طيار تجاري
3- أهلية الطيران الليلي NIGHT RATING
4- أهلية الطيران الالي instrument rating
5- أهلية الطيران متعدد المحركات multi engine rating
6- رخصة طيار خط جوي رخصة طيار النقل الجوي ‏